# She Is Love (Oasis)
She Is Love è una canzone della band inglese Oasis, nona traccia del quinto album Heathen Chemistry. Nel settembre 2002 fu pubblicata insieme a  Little by Little come primo doppio singolo a-side del gruppo. Il singolo raggiunse la seconda posizione della Official Singles Chart.
Il brano, prevalentemente acustico, è stato scritto da Noel Gallagher per la sua nuova compagna Sara MacDonald, dopo l'interruzione del rapporto con Meg Matthews nel 2000. Noel ha affermato di aver scritto il brano in poco più di mezz'ora, durante la permanenza al Buckingam Gate Hotel di Londra, dicendo di essersi ispirato in parte al libro Il profeta di Khalil Gibran.

## Tracce
- 7" RKID 26, CD RKIDSCD 26, 12" RKID 26T

1. "Little By Little" - 4:57
2. "She Is Love" - 3:11
3. "My Generation" - 4:05 (CD and 12" only)
  - "My Generation" fu registrato negli studio della BBC Maida Vale il 20 gennaio 2000.

- DVD RKIDSDVD 26

1. "Little By Little" - 5:02
2. "Little By Little" (demo) - 4:55
3. 10 minutes of noise and confusion - pt terza - 8:31
  - La terza parte di "10 Minutes..." è un documentario sul dietro le quinte del concerto del 5 luglio 2002 al Finsbury Park di Londra.

## Formazione
- Noel Gallagher - voce, chitarra acustica, chitarra elettrica
- Gem Archer - chitarra acustica
- Alan White - tamburello, battito delle mani

### Altri musicisti
- Mike Rowe - organo a pompa, organo Hammond